# Los autos locos
Los autos locos (en inglés Wacky Races) es una serie de dibujos animados de la productora estadounidense Hanna-Barbera sobre un grupo de 11 coches de carrera que compiten entre sí en diferentes carreras, con sus pilotos intentando ganar el título de «Piloto más loco del mundo». La serie era inusual por el gran número de personajes habituales, 23 en total. También es reconocida por ser de las últimas animaciones tardías de Hanna-Barbera que imitaban el estilo del cine de animación, siendo considerada como parte de la etapa clásica del estudio.
Esta serie fue inspirada por la película The Great Race (1965). Se emitió originalmente en el canal de televisión estadounidense CBS entre el 14 de septiembre de 1968 y el 5 de septiembre de 1970. Se produjeron diecisiete episodios, cada uno de los cuales incluía dos carreras distintas, haciendo pues un total de 34 carreras.

## Sinopsis
Entre los corredores estaban el estereotipado villano propio de la serie, Pierre Nodoyuna y su secuaz el perro Patán. Nodoyuna lograba una gran ventaja y entonces, como el Coyote en los dibujos animados de El Coyote y el Correcaminos, llevaba a cabo todo tipo de elaborados ardides para hacer que los demás corredores cayeran en trampas, se desviasen, pinchasen o se detuvieran, solo para ver cómo le salía el tiro por la culata espectacularmente. La lección a aprender podría haber sido que Pierre contaba con uno de los coches probablemente más rápidos de la serie y habría ganado varias carreras si se hubiera concentrado en ellas, en lugar de preparar las trampas. Como Wile E. Coyote, Pierre Nodoyuna jamás ganaba. Muchos de los planes de Pierre son sospechosamente familiares a los usados en episodios del Correcaminos, lo que puede deberse al hecho de que Mike Maltese fuese guionista de ambas series.
Uno de los planes originales para la serie era que las propias carreras serían parte de un concurso de televisión real con Merrill Heatter y Bob Quigley, el equipo responsable de la serie de televisión Hollywood Squares. El plan de Heatter y Quigley era que los concursantes apostasen a qué auto loco cruzaría primero la línea de meta.

## Corredores
Los once participantes con sus números eran (entre paréntesis se indican los nombres originales):
- Número 1: El Rocomóvil (The Bouldermobile), conducido por los Hermanos Macana, Pietro y Roco (The Slag Brothers, Rock and Gravel), dos trogloditas cubiertos con pelo como el Tío Cosa de La familia Addams, cuyo diseño fue reciclado para el Capitán Cavernícola. El automóvil es un pedrusco gigante con ruedas. A veces los Hermanos Macana reconstruían su coche desde cero usando sus macanas (palos o porras), a la vez que las usaban para potenciar su motor, el cual en algún momento se revela que está ocupado por una criatura viva. Ostentan el mayor número de segundos puestos de la competición. Los Hermanos Macana llegaron 3 veces en primer lugar.
- Número 2: El Espantomóvil (The Creepy Coupe), conducido por Los Tenebrosos (La Pareja Horripilante o Espantosa) (The Gruesome Twosome): un corpulento humanoide y un vampiro de piel púrpura. Se trata de un coche con un pequeño campanario cuyo punto más alto está habitado por un dragón («con 1.000 llamaradas de fuerza») y varios fantasmas, vampiros, monstruos y brujas. El Espantomóvil es capaz de volar distancias cortas usando las alas del dragón. Los tenebrosos llegaron 3 veces en primer lugar.
- Número 3: El Auto/Súper Convertible (Convert-a-car), conducido por el profesor Locovich (Pat Pending, que en inglés significa Patente en Trámite), un científico loco. Su auto, que en principio tiene forma de barco con ruedas, es capaz de transformarse casi en cualquier cosa. Locovich suele ayudar con sus innumerables inventos a los demás corredores a pasar por diversos obstáculos e impedimentos que, bien por causas naturales o bien por obra de Pierre Nodoyuna, se presentan en la carrera. También los usa, a su vez, para atacar a sus rivales. El Profesor Locovitch llegó 3 veces en primer lugar.
- Número 4: El Stuka Rakuda (Crimson Haybailer), conducido por el Barón Hans Fritz (The Red Max), un as de la aviación (vagamente basado en el aviador alemán de la Primera Guerra Mundial El Barón Rojo). Es un híbrido de coche y avión, capaz de volar limitadamente, normalmente lo justo para sobrepasar por encima de los corredores (individual o colectivamente) y los obstáculos que se presentan en su camino. El Stuka Rakuda también tiene montada una ametralladora, la cual es usada esporádicamente. La antigüedad del Stuka hace que el barón suela perder el control de su automóvil (e incluso su hélice), en diversas ocasiones. Hans Fritz es el ganador de la primera carrera de la historia de los Autos Locos, See Saw To Arkansas. El Barón Hans Fritz llegó 3 veces en primer lugar.
- Número 5: El Compact Pussycat (igual nombre en el original), conducido por Penélope Glamour (Penelope Pitstop), una damisela en apuros. Es un coche femenino de color rosa solo con accesorios maquilladores. Tales accesorios fallaban, actuando a veces como armas indirectas frente a los otros corredores; por ejemplo, haciendo que espuma de champú cayera sobre sus caras. Tiene un romance secreto con Pedro Bello, y siempre que está en apuros pide su ayuda, además de la de otros corredores, a excepción de Pierre Nodoyuna y Patán. Penélope Glamour llegó 4 veces en primer lugar.
- Número 6: El Súper Chatarra Special (The Army Surplus Special), conducido por el sargento Blast y el soldado Meekly (iguales nombres en el original), dos militares. Es un vehículo militar, mitad tanque, mitad jeep. El Súper Chatarra Special hace uso de sus accesorios de tanque durante la carrera, cañón incluido. En ningún momento de la serie se mencionan los nombres propios de los pilotos en la edición española, conociéndoseles solo como Sargento y Soldado. Pese a ser un vehículo robusto y potente, solamente llegaron 3 veces al primer lugar.
- Número 7: La Antigualla Blindada (The Bulletproof Bomb), conducido por Mafio y sus pandilleros (de la Mafia del Hormiguero) (The Ant Hill Mob), siete irresponsables y cabezas huecas gánsters (lo que les valió el seudónimo de Escuadrón Mete La Pata). Manejan un sedán de los años 1920. Su coche fue rebautizado como Chugabum en la secuela Los peligros de Penélope Glamour, donde también parece que ganó consciencia de sí mismo. La pandilla es confundida por los agentes de la ley con delincuentes reales, normalmente a causa de Nodoyuna, lo que les supone entrar en extravagantes situaciones, como hacerse pasar por los enanitos de Blancanieves, equilibristas de circo o jóvenes scouts. Su mejor baza para avanzar posiciones es la «Potencia de Fuga», consistente en que los pandilleros usen sus piernas para propulsar a la antigualla. Mafio y sus pandilleros llegaron 4 veces en primer lugar.
  - Nota: En un anuncio de Peugeot le pusieron un Hispano-Suiza.
- Número 8: El Alambique Veloz (de Arkansas) (The Arkansas Chuggabug), conducido por Lucas (Luke) el granjero y el Oso Miedoso (a veces llamado oso Burbujas) (Blubber Bear), un cateto que duerme la mayoría del tiempo, acompañado de un oso cobarde, desplazándose en un carro de madera propulsado por una estufa de carbón. La estufa es el punto flaco del Alambique, cosa que los competidores aprovechan a su favor. Lucas emplea rudimentarias técnicas para avanzar en las carreras. Miedoso (haciendo honor a su nombre) teme todo lo que acontece en la carrera, poniendo a prueba (y a veces entorpeciendo) al buen Lucas. Lucas el granjero y el Oso Miedoso llegaron 4 veces en primer lugar.
- Número 9: El Superheterodino (The Turbo Terrific), conducido por Pedro Bello (Peter Perfect). Es un drag racer con dos grandes ruedas traseras, que suele caerse a pedazos debido a su alta fragilidad (aunque Bello lo niegue permanentemente). Está enamorado de Penélope Glamour, y le ayuda en todo lo posible. Pedro Bello llegó 4 veces en primer lugar.
- Número 10: El Troncoswagen (The Buzzwagon), conducido por Brutus y Listus (Rufus Ruffcut y Sawtooth), un leñador y un castor en una carreta de madera con sierras circulares en lugar de ruedas. Esto les da la habilidad de cortar casi cualquier cosa, dañando o destruyendo objetos. Son conductores muy agresivos y no dudan en rebanar en dos a su rival a la hora de adelantar. También emplean artefactos cortantes para abrirse paso por los obstáculos de la carrera. Listus colabora también en estas situaciones. Como al Baron Hans Fritz, El vehículo es una vaga parodia al Volkswagen, quitándole el prefijo Volks, por el prefijo Troncos. Brutus y Listus llegaron 3 veces en primer lugar.
- Número 00: El Súper Perrari (El auto doble cero) (The Mean Machine oo) (La Máquina Malévola), conducido por Pierre Nodoyuna (Dick Dastardly) y Patán (Muttley), los villanos de la serie. Se trata de un coche increíble a reacción, con cientos de armas ocultas. Intentan perjudicar lo máximo posible a sus competidores, con el único propósito de asegurarse la victoria. Esta obsesión de Pierre solía acarrearle una pérdida de tiempo valioso, haciéndole perder muchas posibles ocasiones de victoria genuinas. De hecho, en todo el ciclo no ganó una sola carrera. Cabe destacar que alguna vez cruzó la meta en primer lugar, pero fue descalificado después de verificarse las trampas con las repeticiones en cámara lenta, por lo que su victoria fue concedida a Penélope en esa ocasión.

### Réplicas
Anualmente, en el Festival de velocidad de Goodwood de Inglaterra, se exhiben réplicas bastante bien elaboradas de los autos locos.
|                |
| 1 El Rocomóvil |

|                   |
| 2 El Espantomóvil |

|                             |
| 3 El Auto/Súper Convertible |

|                   |
| 4 El Stuka Rakuda |

|                       |
| 5 El Compact Pussycat |

|                             |
| 6 El Súper Chatarra Special |

|                      |
| 9 El Superheterodino |

|                     |
| 00 El Súper Perrari |

## Palmarés por participantes
El programa mostraba el resultado de las carreras al final de cada episodio, pero nunca hubo un determinado sistema de puntuación general. Si se utilizara el sistema actual del COI, este sería el orden de los resultados:
| N.º | Participante              | Victorias | 2.º lugar | 3.er lugar | Top 3 |
| --- | ------------------------- | --------- | --------- | ---------- | ----- |
| 7   | La Antigualla Blindada    | 4         | 5         | 2          | 11    |
| 5   | El Compact Pussycat       | 4         | 2         | 5          | 11    |
| 9   | El Superheterodino        | 4         | 2         | 2          | 8     |
| 8   | El Alambique Veloz        | 4         | 1         | 4          | 9     |
| 1   | El Rocomóvil              | 3         | 8         | 3          | 14    |
| 10  | El Troncoswagen           | 3         | 6         | 4          | 13    |
| 4   | El Stuka Rakuda           | 3         | 4         | 3          | 10    |
| 2   | El Espantomóvil           | 3         | 3         | 6          | 12    |
| 3   | El Auto-Convertible       | 3         | 2         | 5          | 10    |
| 6   | El Súper Chatarra Special | 3         | 1         | 0          | 4     |
| 00  | El Súper Perrari          | 0         | 0         | 0          | 0     |

## Derivados
El personaje de Penélope Glamour protagonizó en 1969 una secuela, Los peligros de Penélope Glamour. También en 1969, Pierre Nodoyuna y Patán aparecieron en su propia secuela, El escuadrón diabólico, donde eran aviadores de la Primera Guerra Mundial y trataban de capturar a un palomo mensajero enemigo.
La idea básica en la que se basaban Los autos locos fue usada de nuevo por Hanna-Barbera en años sucesivos. A finales de los años 1970, la serie La carrera espacial de Yogi estaba protagonizada por personajes de Hanna-Barbera como el oso Yogui, Huckleberry Hound, Mandibulín y otros que competían entre ellos por el espacio exterior (y daban esquinazo a un villano y su secuaz canino). A principios de los años 1990, la serie sindicada Wake, Rattle and Roll incluía un segmento titulado Fender Bender 500, que una vez más protagonizaban Pierre Nodoyuna y Patán (y su Súper Ferrari Especial), esta vez compitiendo contra el oso Yogui, Winsome Witch y otras estrellas de Hanna-Barbera, en esta serie si se ven ganar algunas de las carreras en las que participan.
Sobre el año 2000, se produjo un videojuego basado en la serie de televisión para PS1 y Dreamcast.
En el año 2017, se produjo un reinicio basado en la serie de televisión.